# 登録無形文化財
登録無形文化財（とうろくむけいぶんかざい）は、日本の文化財保護制度の1つ。2021年（令和3年）6月14日に文化財保護法の一部が改正され、登録無形民俗文化財と共に創設された制度である。

## 概要
それまでの無形文化財では、芸能・工芸技術の「重要」の指定があった。登録文化財では有形関係・記念物があった。2017年（平成29年）に文化庁の地域文化創生本部の創設を契機に文化芸術基本法第12条にある「生活文化」の規定があり、取り組むことになった。
近年に過疎化・少子高齢化による担い手不足や新型コロナウイルス感染症流行の影響を受けて、活動の中止や規模縮小になった。
第1号は書道と伝統的酒造りの2件で文部科学大臣に答申。ユネスコの世界無形文化遺産登録を目指す動きがある。

## 一覧

### 2021年
- 書道（日本書道文化協会）
- 伝統的酒造り（日本の伝統的なこうじ菌を使った酒造りの技術の保存会）

### 2022年
- 菓名をもつ生菓子（練切・こなし、優秀和菓子職会）[3]
- 京料理（京料理技術保存会）[3]

### 2024年
- 華道（日本いけばな伝統文化協会）
- 手揉み製茶（手もみ製茶技術保存会）